# Jair Pereira (meksykański piłkarz)
Jair Pereira Rodríguez (ur. 7 lipca 1986 w Cuautli) – meksykański piłkarz występujący na pozycji środkowego obrońcy, reprezentant Meksyku.

## Kariera klubowa
Pereira rozpoczynał swoją karierę piłkarską w wieku dwudziestu jeden lat w drugoligowym Tampico Madero FC, gdzie występował przez rok bez większych sukcesów. W lipcu 2008 przeszedł do występującego w pierwszej lidze klubu Cruz Azul ze stołecznego miasta Meksyk, lecz tam początkowo nie potrafił przebić się do pierwszej drużyny i przez pierwsze trzy lata grał jedynie w drugoligowych rezerwach – Cruz Azul Hidalgo. Dopiero w wieku dwudziestu pięciu lat, dzięki udanym występom w drugiej lidze, został włączony przez szkoleniowca Enrique Mezę do seniorskiej ekipy Cruz Azul i w meksykańskiej Primera División zadebiutował 3 sierpnia 2011 w przegranym 0:1 spotkaniu z Pachucą. Podstawowym stoperem drużyny został już pół roku później i 4 lutego 2012 w wygranej 2:0 konfrontacji z Jaguares strzelił swojego premierowego gola w najwyższej klasie rozgrywkowej. Jesienią tego samego roku stracił miejsce w składzie na rzecz nowo przybyłego Luisa Amaranto Perei, lecz po upływie sześciu miesięcy powrócił do wyjściowej jedenastki i w wiosennym sezonie Clausura 2013 jako kluczowy punkt linii defensywy wywalczył z Cruz Azul wicemistrzostwo kraju i zdobył puchar Meksyku – Copa MX.
Wiosną 2014 Pereira za sumę trzech milionów dolarów przeszedł do klubu Chivas de Guadalajara. Tam od razu wywalczył sobie miejsce w składzie i w sezonie Clausura 2015 dotarł do finału krajowego pucharu, jednak bezpośrednio po tym został relegowany do roli rezerwowego wobec przyjścia do drużyny Oswaldo Alanísa. Podczas jesiennych rozgrywek Apertura 2015 zdobył natomiast z Chivas drugi w swojej karierze puchar Meksyku, po czym wobec kontuzji Alanísa powrócił do pierwszej jedenastki. W 2016 roku wywalczył z ekipą Matíasa Almeydy superpuchar Meksyku – Supercopa MX.
| Sezon     | Klub                  | Kraj   | Rozgrywki  | Mecze | Bramki |
| --------- | --------------------- | ------ | ---------- | ----- | ------ |
| 2007/2008 | Tampico Madero FC     | Meksyk | Ascenso MX | 21    | 0      |
| 2008/2009 | Cruz Azul Hidalgo     | Meksyk | Ascenso MX | 13    | 0      |
| 2009/2010 | Cruz Azul Hidalgo     | Meksyk | Ascenso MX | 29    | 1      |
| 2010/2011 | Cruz Azul Hidalgo     | Meksyk | Ascenso MX | 31    | 1      |
| 2011/2012 | Cruz Azul             | Meksyk | Liga MX    | 23    | 2      |
| 2012/2013 | Cruz Azul             | Meksyk | Liga MX    | 17    | 0      |
| 2013/2014 | Cruz Azul             | Meksyk | Liga MX    | 16    | 0      |
| 2013/2014 | Chivas de Guadalajara | Meksyk | Liga MX    | 13    | 0      |
| 2014/2015 | Chivas de Guadalajara | Meksyk | Liga MX    | 31    | 1      |
| 2015/2016 | Chivas de Guadalajara | Meksyk | Liga MX    | 19    | 2      |
| 2016/2017 | Chivas de Guadalajara | Meksyk | Liga MX    |       |        |

## Kariera reprezentacyjna
W 2013 roku Pereira został powołany przez selekcjonera José Manuela de la Torre na Złoty Puchar CONCACAF. Właśnie podczas tego turnieju zadebiutował w seniorskiej reprezentacji Meksyku, 7 lipca w przegranym 1:2 meczu fazy grupowej z Panamą, lecz ogółem pozostawał wówczas wyłącznie rezerwowym kadry i rozegrał jedno z pięciu możliwych spotkań. Jego drużyna, złożona wówczas wyłącznie z graczy występujących na krajowych boiskach, odpadła natomiast ze Złotego Pucharu w półfinale, przegrywając w nim z Panamą (1:2).